# Fritz Oelze
Fritz Oelze (* 9. Mai 1923 in Dahme/Mark; † 18. Juli 2019) war ein deutscher Arzt und Abgeordneter der Hamburgischen Bürgerschaft für die SPD.

## Leben und Wirken

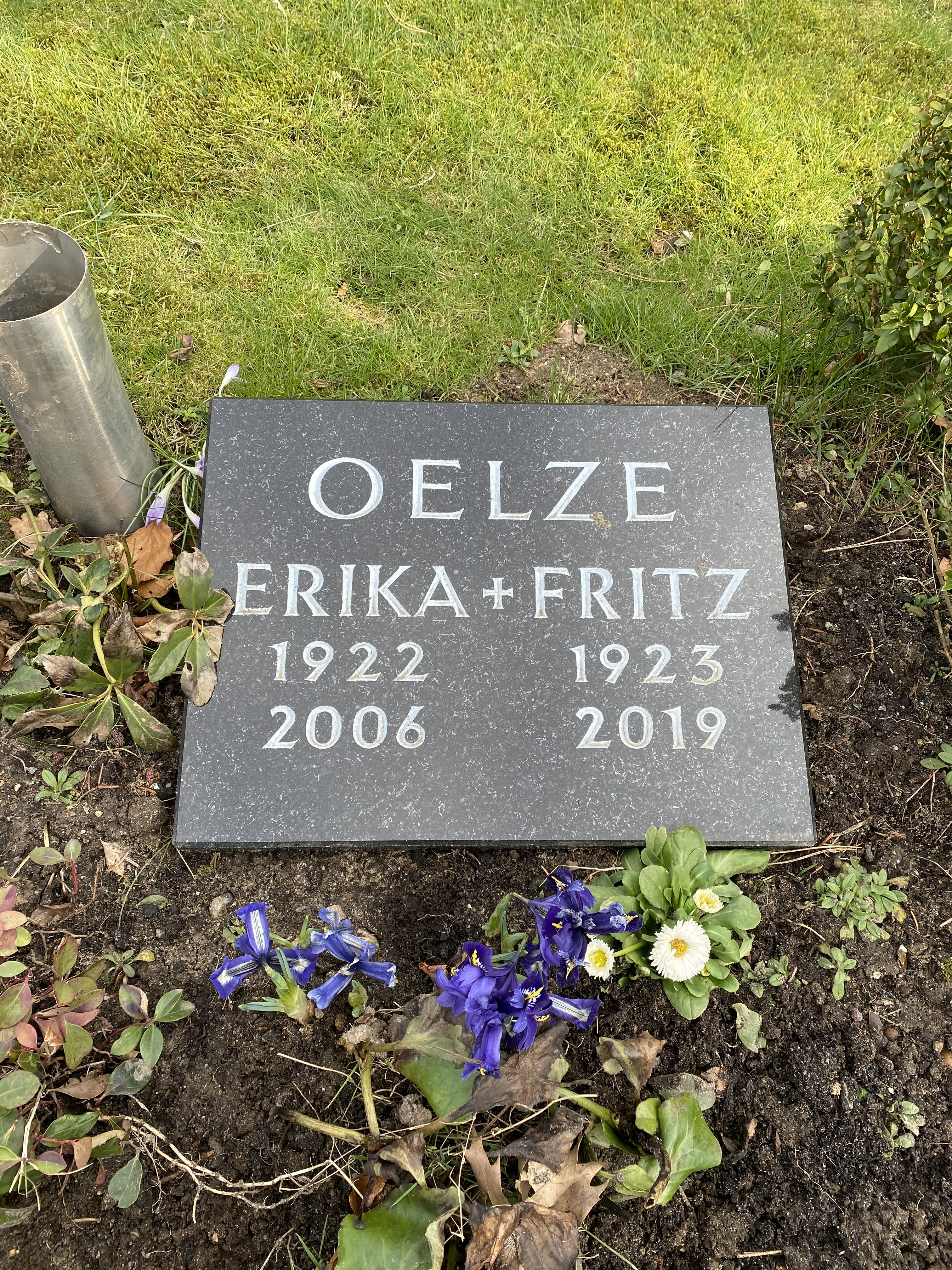
Grabstätte auf dem Friedhof Ohlsdorf

Fritz Oelze war der Sohn eines Studienrats. 1941 machte er in Jüterbog Abitur, anschließend wurde er zum Kriegsdienst eingezogen. 1946 begann er ein Medizinstudium in München, das er 1950 mit Staatsexamen und Promotion abschloss. Sein Dissertationsthema: Kontaktstörung und Krankheit. Von 1953 an war er im Allgemeinen Krankenhaus Ochsenzoll in Hamburg tätig. 1958 wurde er dort zum Chefarzt der Abteilung Naturheilkunde und Physikalische Medizin ernannt.
1947 trat er in die SPD ein und arbeitete im SPD-Kreis Hamburg-Nord mit. Im März 1968 rückte er für den ausgeschiedenen Hans Dewitz als Abgeordneter in die Hamburgische Bürgerschaft nach und wurde für eine weitere Wahlperiode bis 1974 wiedergewählt. Er setzte sich dort für Pflegekräfte in Krankenhäusern ein: Seine Kritik: „Der Idealismus der Pflegekräfte wurde jahrelang als kostensparender Faktor eingesetzt“. Als Redakteur der Deutschen Krankenpflegezeitschrift suchte Oelze Forderungen nach besserer Pflege Gehör zu verschaffen. 1982 gehörte er zu den Gründern der Deutschen Gesellschaft für Physikalische Medizin und Rehabilitation und wurde Ehrenmitglied der diesbezüglichen belgischen und französischen Ärztegesellschaften. Im Jahr 2003 wurde ihm das Bundesverdienstkreuz verliehen.
Fritz Oelze war verheiratet und hatte fünf Kinder. Beigesetzt wurde er auf dem Friedhof Ohlsdorf im Planquadrat Bh 59 südwestlich von Kapelle 12.

## Publikationen
- mit Helmut Brinkmann und Markus Wiesenauer: Naturheilverfahren bei Herz-Kreislauferkrankungen, Hippokrates-Verlag, Stuttgart 1994, ISBN 3-7773-0859-5